# Tommy Angell
Dorothy Ferrell „Tommy“ Angell (* 6. Mai 1924 in Berkeley, Kalifornien; † 19. Januar 2022 ebenda) war eine US-amerikanische Fechterin.

## Biografie
Dorothy Angell wurde in Berkeley geboren und besuchte dort die örtliche High School und die University of California, an der sie 1946 ein Masterstudium abschloss. Anschließend erwarb sie einen Bachelor of Laws an der University of Michigan Law School.
Bei den Olympischen Sommerspielen 1964 in Tokio nahm Angell im Florett-Einzel sowie im Mannschaftswettkampf teil. 1963 und 1971 gewann sie mit dem US-Team bei den Panamerikanischen Spielen jeweils die Goldmedaille.
Neben dem Fechten war Angell auch als Feldhockeyspielerin aktiv und war auf nationaler Ebene erfolgreich.
1952 begann sie als Anwältin in der Kanzlei ihres Vaters in San Francisco zu arbeiten. Am 19. Januar 2022 verstarb Tommy Angell im Alter von 97 Jahren.